# Retz Althof
Die Herrschaft Retz Althof war eine Grundherrschaft im Viertel unter dem Manhartsberg im Erzherzogtum Österreich unter der Enns, dem heutigen Niederösterreich.

## Ausdehnung
Die Herrschaft umfasste zuletzt die Ortsobrigkeit über Altstadt Retz, Alberndorf, Kleinhöflein, Mitterretzbach, Obernalb und Unternalb. Der Sitz der Verwaltung befand sich in Retz. 

## Geschichte
Letzter Inhaber der Herrschaft war der Kämmerer Ferdinand Graf von Gatterburg, als in den Reformen 1848/1849 die Herrschaft aufgelöst wurde.